# 太邱镇
太邱镇，是中华人民共和国河南省商丘市永城市下辖的一个乡镇级行政单位。

## 行政区划
太邱镇下辖以下地区：
太丘村、崔楼村、齐各村、刘楼村、后韩庄村、曹庙村、张牌坊村、吴圩村、洪庄村、丘庙村、黄桥村、杜庄村、胡小厂村、丁庄村、万庙村、洪小楼村、洪陆湾村、石庄村、石槽村和许河村。